# 二塁手

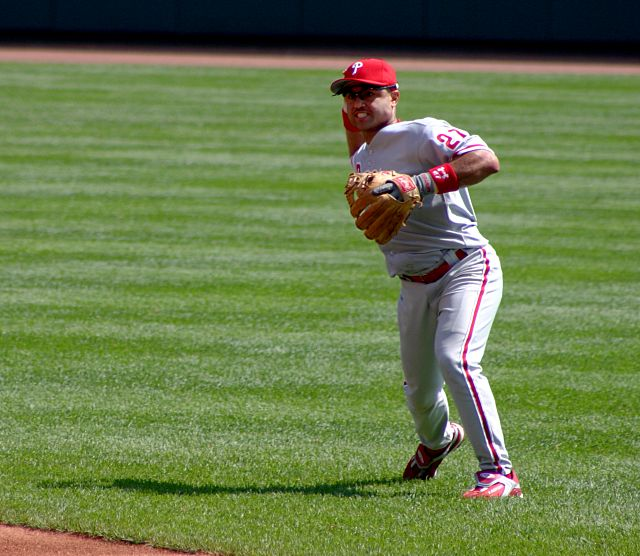
送球する二塁手（プラシド・ポランコ）

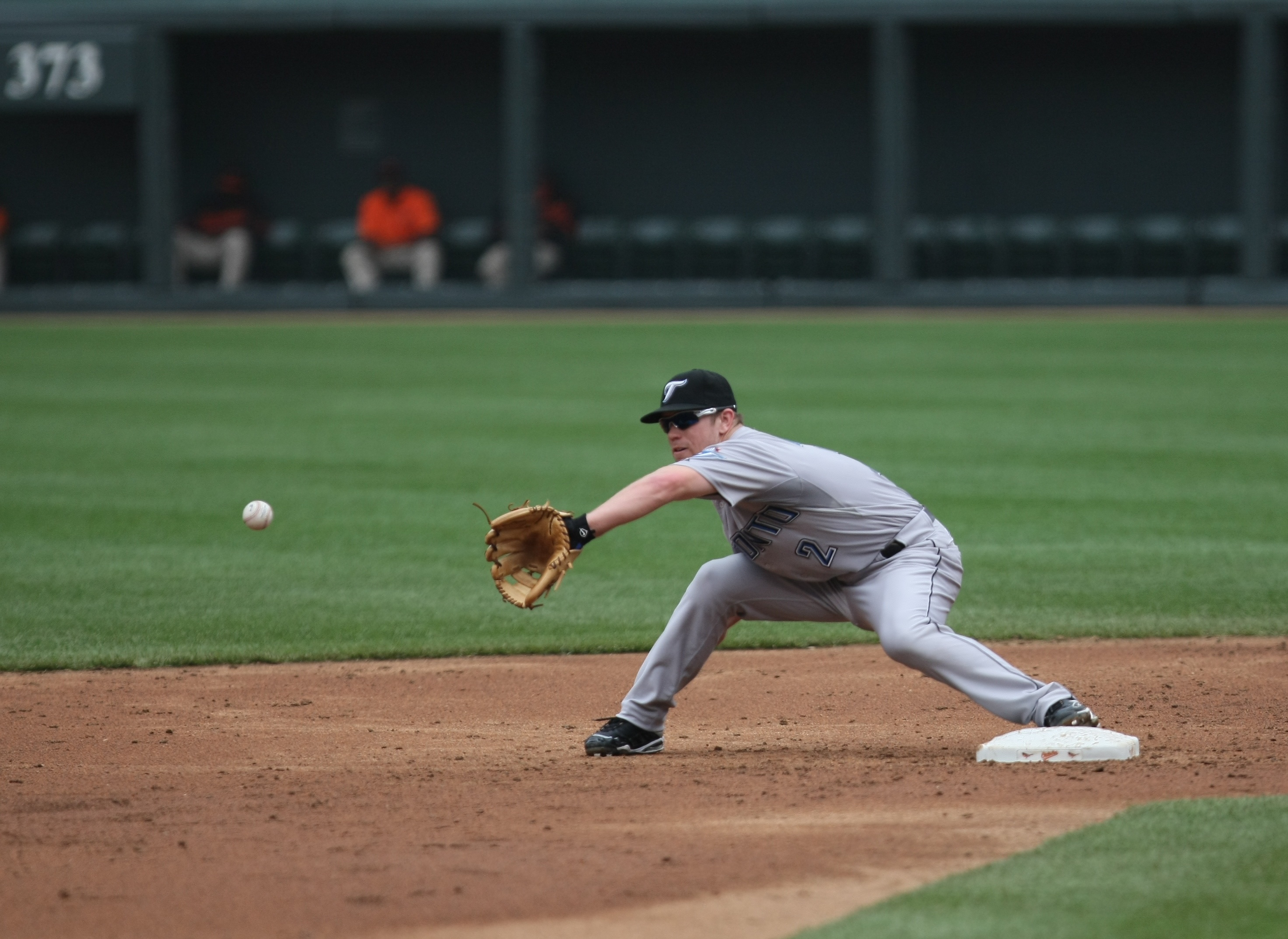
捕球する二塁手（アーロン・ヒル）

二塁手（にるいしゅ、英: second baseman）は、野球やソフトボールにおける内野手の一つ。守備番号は4。英略字は2B（2nd Basemanから）。日本ではセカンドとも呼ばれる。

## 概要
センターラインを形成する守備のひとつ。高い守備技術が要求されるものの、遊撃手に比べて時間的な余裕があり、的確なゴロ処理を行える。
一・二塁間を中心に、遊撃手と連携して投手の後方を守り、状況に応じて中堅手の手前から一塁後方までカバーするため守備範囲は広い。打球への反応力・判断力とともに、俊足を備えていることが望ましい。守備位置が一塁に近いことから肩の強さは遊撃手や三塁手に比べ重視されないが、外野（とくに左中間・中堅・右中間の深いエリア）から送球される中継プレーにも関与するため、あまりの弱肩では務まらない。また、併殺プレイで一塁に送球する際にはベースカバーに入る方向と送球の方向が逆になるため、バランスを崩さない体幹の強さが求められる。処理する打球も強烈なライナーやテキサスヒットのような弱いフライ、弱かったり不規則なバウンドをしたりするゴロなどバラエティに富む。
打球処理以外にも、一塁走者の盗塁企図や併殺プレイにおける二塁のベースカバー、バントの時の一塁ベースカバー、外野からの返球の中継など役割は多岐にわたり、高度な判断力が求められる。併殺プレイをはじめとして遊撃手との連携も欠かせない。さらに内野の全体を見渡せる位置におり、遊撃手ほど守備の負担が大きくないことから、他の内野手に送球先を指示したり捕手からのサインを外野手に伝達するなど、身体を使ったプレーだけでなく守備チームの司令塔の役割を担うことも多い。
草野球や少年野球では「打球を後逸しても右翼手がカバーしてくれる」「一塁送球に肩力が全くと言って良いほど要求されない」という理由から、寧ろ下手な選手や初心者が守るポジションと相場が決まっている。「ゴロを捕球して一塁に送球する」という極めて低いボーダーラインで守備力が審査されるためである。